# Le Vaumain

Le Vaumain este o comună în departamentul Oise, Franța. În 1 ianuarie 2022 avea o populație de 409 de locuitori.